# Cymbalaria glutinosa
Cymbalaria glutinosa är en grobladsväxtart. Cymbalaria glutinosa ingår i släktet murrevor, och familjen grobladsväxter.

## Underarter
Arten delas in i följande underarter:
- C. g. brevicalcarata
- C. g. glutinosa